# پاپیل اشکی

درقسمت گوشهٔ lacus lacrimalis در لبه هر پلک یک برآمدگی میخ شکلی است که لاکریمال پاپیل گفته می‌شود.